# Oporovec
Oporovec is een plaats in de gemeente Prelog in de Kroatische provincie Međimurje. De plaats telt 425 inwoners (2001).